# Fort Le Marchant
Fort Le Marchant ist die Ruine eines Küstenforts an der äußersten Nordspitze der Kanalinsel Guernsey in der Nähe des Dorfes Bordeaux.
Bereits um 1680 gab es an dieser Stelle ein Fort, das Fort L’Angle genannt wurde. Ende des 18. Jahrhunderts wuchs die Angst vor einem französischen Überfall auf die Insel. So wurde das Fort schließlich 1805 erweitert und nach dem damaligen Lieutenant Bailiff von Guernsey, Eleazar Le Marchant, benannt. Ein weiterer Ausbau erfolgte 1854 mit dem Bau von Kasernen auf der Landseite, die durch einen Burggraben geschützt waren. Die Kasernen wurden allerdings später wieder abgerissen, der Graben verfüllt.
In der Nähe des alten Forts befindet sich heute ein Schießstand. Ist dort eine rote Flagge aufgezogen, wird dieser benutzt und das Fort kann nicht besichtigt werden.